# Буфари
Буфари (на гръцки: Μπουφάρι) е бивше село в Егейска Македония, Република Гърция, дем Горуша (Войо), област Западна Македония.

## География
Селището е било разположено на 1,5 κm от Апидеа и на 2 km от Цотили.

## История

### Античност
В местността Буфари е открито важно антично селище. То е идентифицирано в началото на XX век от Николаос Пападакис и е частично разкопан през 30-те години на XX век от Антониос Керамопулос. В 1952 година в Буфари е открита цистова гробница. Тя съдържа погребениетна жена с богати дарове – златна диадема, огърлица и двойни челници, както и два бронзови съда. Тези ценни находки, шедьоври на древногръцкото златарско изкуство, са спасени, въпреки че гробницата е разкопана от иманяри и са изложени в Кожанския археологически музей. В 1992 – 1994 година тук копае Георгия Карамитру-Ментесиди. Разкопките разкриват обширен сграден комплекс от елинистическата епоха, жилищни останки от късната бронзова епоха и ранната желязна епоха, както и сгради от византийския период. Излезлите на бял свят находки показват важен и икономически развит град. За съществуването на местни работилници свидетелства калъп за изработка на глинени фигурки.
Селището заема естествено укрепена позиция над притока на Бистрица (Алиакмонас), Лимбини, чието име, подобно на близкото име Левиния, е свързвано от изследователите с митичния град Левия, споменаван от Херодот. Градът е принадлежал към античната провинция Орестида.

### В Османската империя
Етимологията на името от гръцката дума μπούφος, „бухал“.
Селото Буфари е основано около 1500 година от християни, бягащи от османското завоевание от околните селища Лопес (Апидеа), Хутур (Левкотеа), Марчища (Перистера) и други. Селото е съществувало в 1797 година и е било христоянско в обща енория с Лопес, тъй като е споменато от митрополит Неофит II Сисанийски в Кондиката на Сисанийската митрополия като χωρίον Λόπεσι και Μπουφάρι. Изворът на селото е бил съседният Криопигадо. Към началото на ΧΙΧ век селото има 7 – 8 къщи и една църква. Унищожено е около 1830 година от Аслан бей. Последните жители са Димитриос Деляс и Сидерис Деляс, които около 1860 година се заселват съответно в Апидеа и Мислегощи (днес Месолонгос).
Църквата на селото „Животворящ източник“ продължава да функционира до около 1900 година, поддържана от жителите на Лопес. Църквата е съборена в началото на XX век, вероятно поради това, че е използвана за укритие от гръцки андартски четници. Иконата на Света Богородица Животворящ източник е пренесена в едноименната църква в Хорево (днес Хоригос). На мястото на старата църква има малък параклис.